# Birdsboro
Birdsboro é um distrito localizado no estado norte-americano de Pensilvânia, no Condado de Berks.

## Demografia
Segundo o censo norte-americano de 2000, a sua população era de 5064 habitantes. 
Em 2006, foi estimada uma população de 5206, um aumento de 142 (2.8%).

## Geografia
De acordo com o United States Census Bureau tem uma área de 
3,7 km², dos quais 3,6 km² cobertos por terra e 0,1 km² cobertos por água. Birdsboro localiza-se a aproximadamente 218 m acima do nível do mar.

## Localidades na vizinhança
O diagrama seguinte representa as localidades num raio de 12 km ao redor de Birdsboro. 